# Protonsönderfall

En proton, bestående av två uppkvarkar och en nerkvark, sönderfaller till en pimeson, bestående av en uppkvark och anti-uppkvark, och en positron, via en X-boson med den elektriska laddningen -4/3.

Protonsönderfall är inom partikelfysiken en hypotetisk form av radioaktivt sönderfall där protoner sönderfaller till lättare subatomära partiklar, exempelvis en neutral pimeson och en positron.  För närvarande finns inga experimentella bevis för att protonsönderfall inträffar.

## Standardmodellen och storförenade teorier
I standardmodellen är protoner, en sorts baryoner, teoretiskt stabila eftersom baryontalet bevaras under normala omständigheter. Därför kommer protoner inte sönderfalla till andra partiklar på egen hand, eftersom de är den lättaste (och därmed minst energirika) baryonen.
Några storförenade teorier som ligger bortom standardmodellen bryter uttryckligen mot baryontalsymmetrin och tillåter protoner att sönderfalla via Higgsbosoner, magnetiska monopoler eller nya X-bosoner. Protonsönderfall är ett av få observerbara fall av olika storförenade teorier. Hittills har alla försök att observera protonsönderfall misslyckats.